# Maykel del Cid
José María del Cid Turienzo, noto come Maykel del Cid (1950 – Vitoria-Gasteiz, 11 novembre 2015), è stato un pilota di rally spagnolo.

## Biografia
Di origine basca, è stato uno dei pionieri delle gare di regolarità in Spagna. Tra le numerose altre competizioni, ha vinto l'edizione 2012 dell'Eco Rallye Vasco Navarro, valido come prova della FIA Alternative Energies Cup. Sono intitolate alla sua memoria varie gare di regolarità storica.